# The Magic Numbers

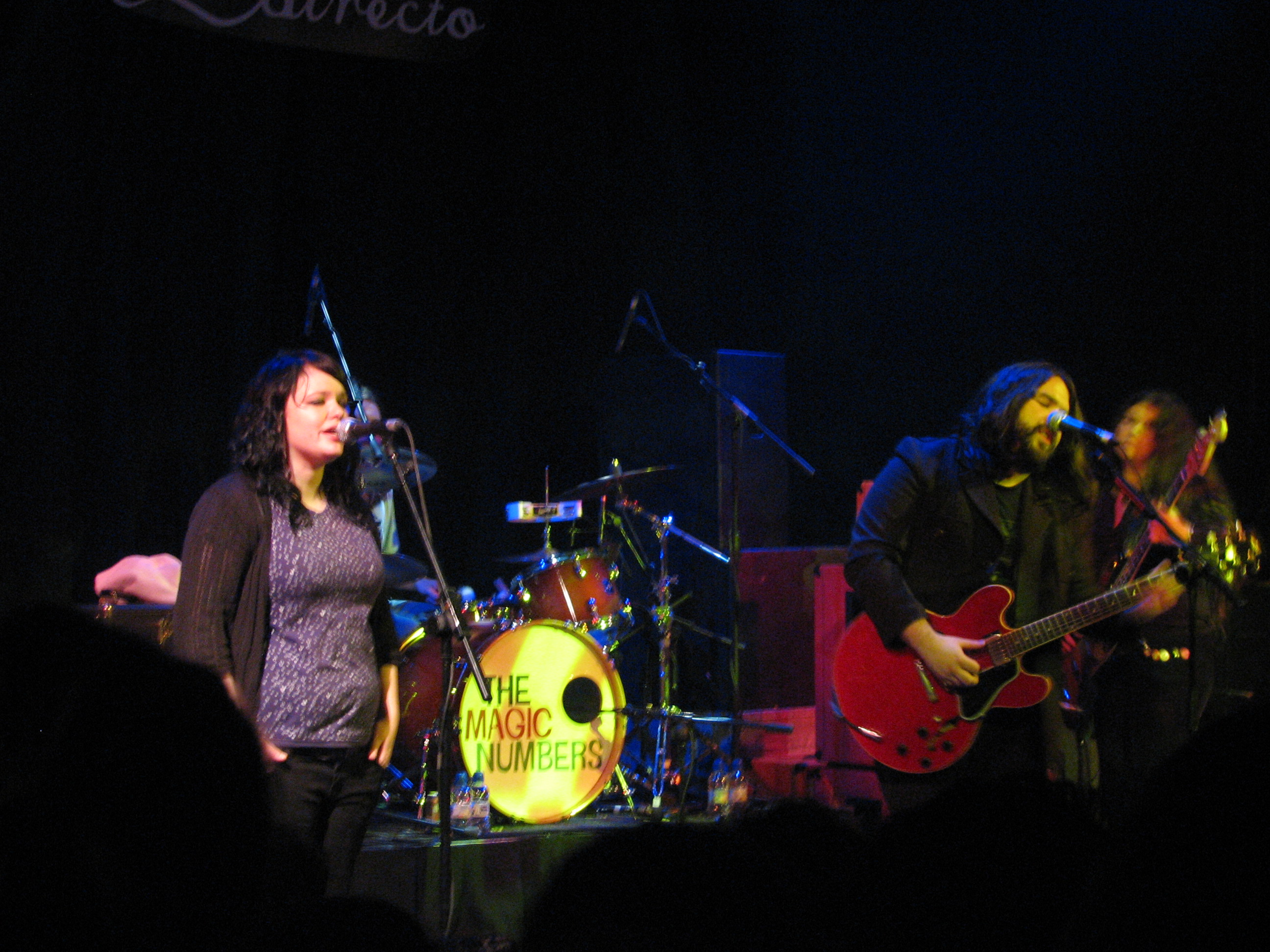
The Magic Numbers in Madrid 2006

The Magic Numbers is een Britse popband, die poprock en indierock speelt.

## Leden
De groep bestaat uit tweemaal een broer en een zus.
- Romeo Stodart - gitaar, zang, banjo, piano
- Michele Stodart - bas, zang, toetsenbord
- Angela Gannon - slagwerk, melodica, zang
- Sean Gannon - drums

Ze zijn allen uit West-Londen afkomstig.

## Discografie

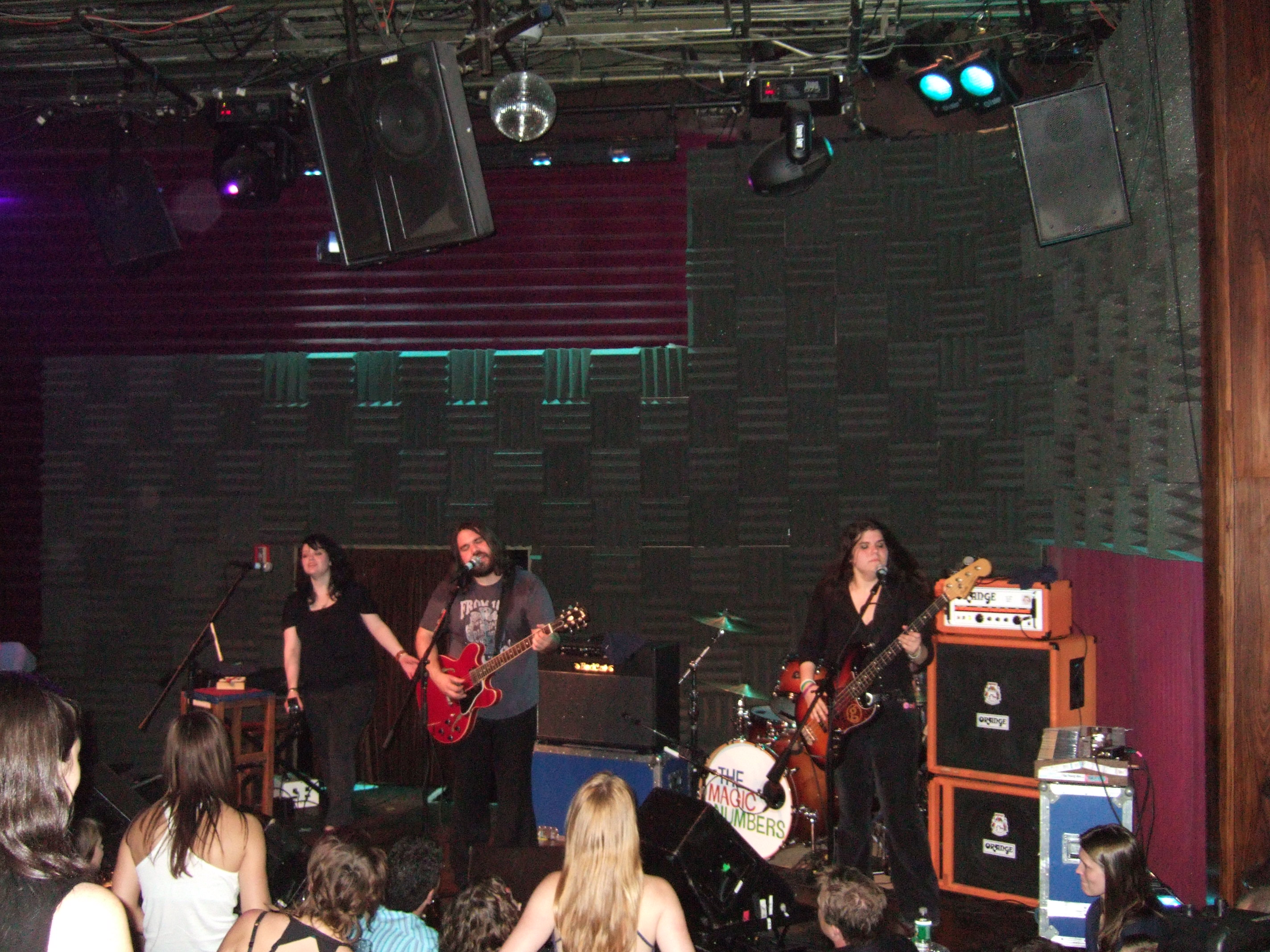
The Magic Numbers in New York 2006

### Albums
- The Magic Numbers - (juni 2005)
- Those The Brokes - (november 2006)
- The Runaway - (4 juni 2010)
- The Outsiders - (11 mei 2018)

### Singles
- Hymn for her/Oh sister (500 exemplaren)
- Forever lost (23-05-2005)
- Love me like you (08-08-2005)
- Love's a game (24-10-2005)
- I see you, you see me (13-02-2006)
- Take a chance (23-10-2006)